# Aponogeton stuhlmannii
Aponogeton stuhlmannii là một loài thực vật có hoa trong họ Aponogetonaceae. Loài này được Engl. mô tả khoa học đầu tiên năm 1895.